# Маской-пиджин
Маской-пиджин (Maskoy Pidgin) — упрощённый язык, который развивается как средство связи между двумя и более группами, которые не имеют общего языка. На разновидности маской говорят в округе Пуэрто-Касадо (город Пуэрто-Виктория) департамента Альто-Парагвай в Парагвае. Маской-пиджин имеет статус только как второй язык. Маской-пиджин является смешанным языком, который раньше применялся в танинном факторе под влиянием языков ангайте (диалект), гуана, ленгуа, санапана и тоба-маской (отличается) в Парагвае.